# Дунавски коридор
У палеонтологији и археологији дунавски коридор или коридор Рајна-Дунав односи се на руту дуж долина реке Дунав и реке Рајне која је била пут разних миграција источних култура из Мале Азије, егејског региона, понтско-каспијске степе итд., на север и северозапад Европе.